# Pycnoporus coccineus
Pycnoporus coccineus é um fungo saprofítico da podridão branca, da família Polyporaceae. É uma espécie com ampla distribuição. Foi descrito cientificamente pela primeira vez por Elias Magnus Fries em 1851.